# Belvárosi Színház (1917–1951)

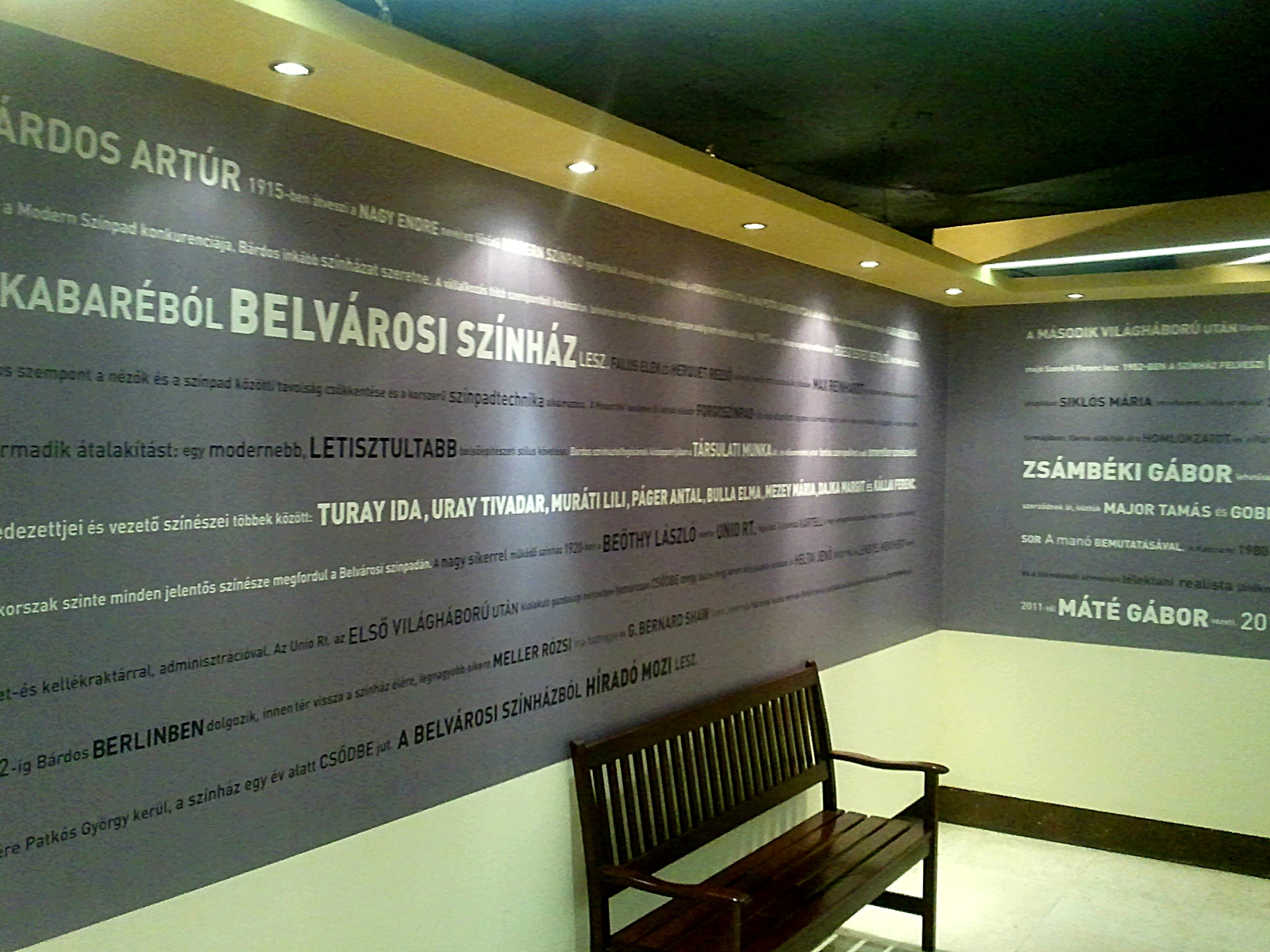
A Belvárosi Színház emlékfala a Katona József színházban

A Belvárosi Színház (1917–1951) Bárdos Artúr színháztörténeti jelentőségű teátruma, amelyet kisebb-nagyobb megszakításokkal, közel három évtizeden át vezetett. A budapesti színházat 1949-ben államosították, 1951-ben Katona József Színház néven, a „Nemzeti” kamaraszínházaként működött. 1982-ben változatlan néven Székely Gábor és Zsámbéki Gábor vezetésével ismét önálló társulat kezdte meg működését. A színház a bárdosi örökség ápolója.

## Az épület
Az egykori Koronaherceg – ma Petőfi Sándor – utca 6. számú bérpalota udvarán épült szecessziós stílusban, Falus Elek és Herquet Rezső tervei alapján. Eredetileg mozinak szánták, de erre a célra működési engedélyt nem kapott. Bárdos Artúr kitartása azonban eredményt hozott, előbb kabarét, majd „igazi színházat” vezethetett, amely rossz logisztikai adottságai ellenére is, korszerű intézménynek számított. Nézőtere bensőséges volt, a kor elvárásainak maximálisan megfelelt.
Itt létesült az Osztrák–Magyar Monarchiában először (1916) forgószínpad. 1975 és 1981 között Siklós Mária és Fehérvári Sándorné tervei alapján átépítették. Belső terét megváltoztatták, ledózerolták a páholyokat, a hagyományos századeleji díszítések, és minden eltüntettek, ami az eredeti szecessziós stílusú belső térbe beleillik. A színpad fizikai adottságain lényegesen nem tudtak változtatni, de több, elsősorban világítás- és hangtechnikai korszerűsítést végrehajtottak. Mindezek alapján „korszerű” minősítést kapott az épület, annak ellenére, hogy a beázásveszélyt csak évekkel később tudták felszámolni.

## Kabaré majd színház

### Modern Színpad (1916–1917)

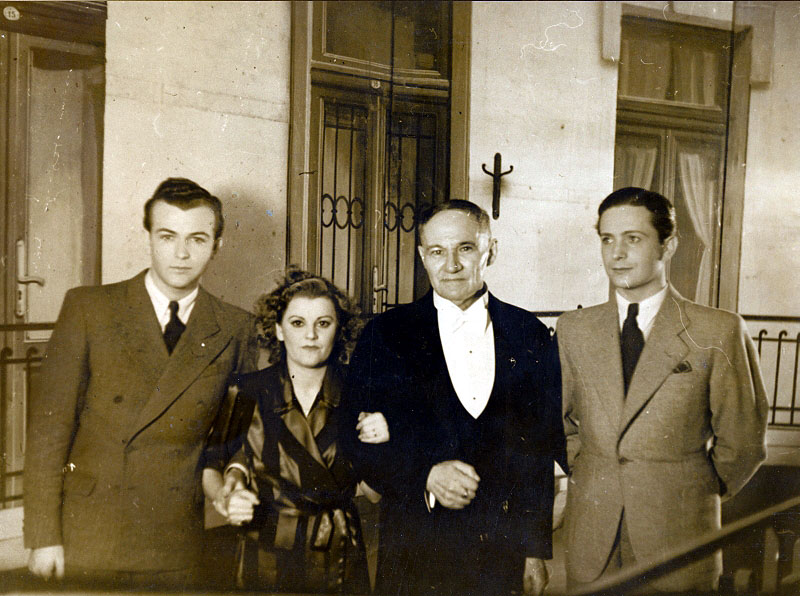
Premier kép, A bűvészinas: Somogyvári Rudolf
Turay Ida. Hevesi Sándor, Szilassy László

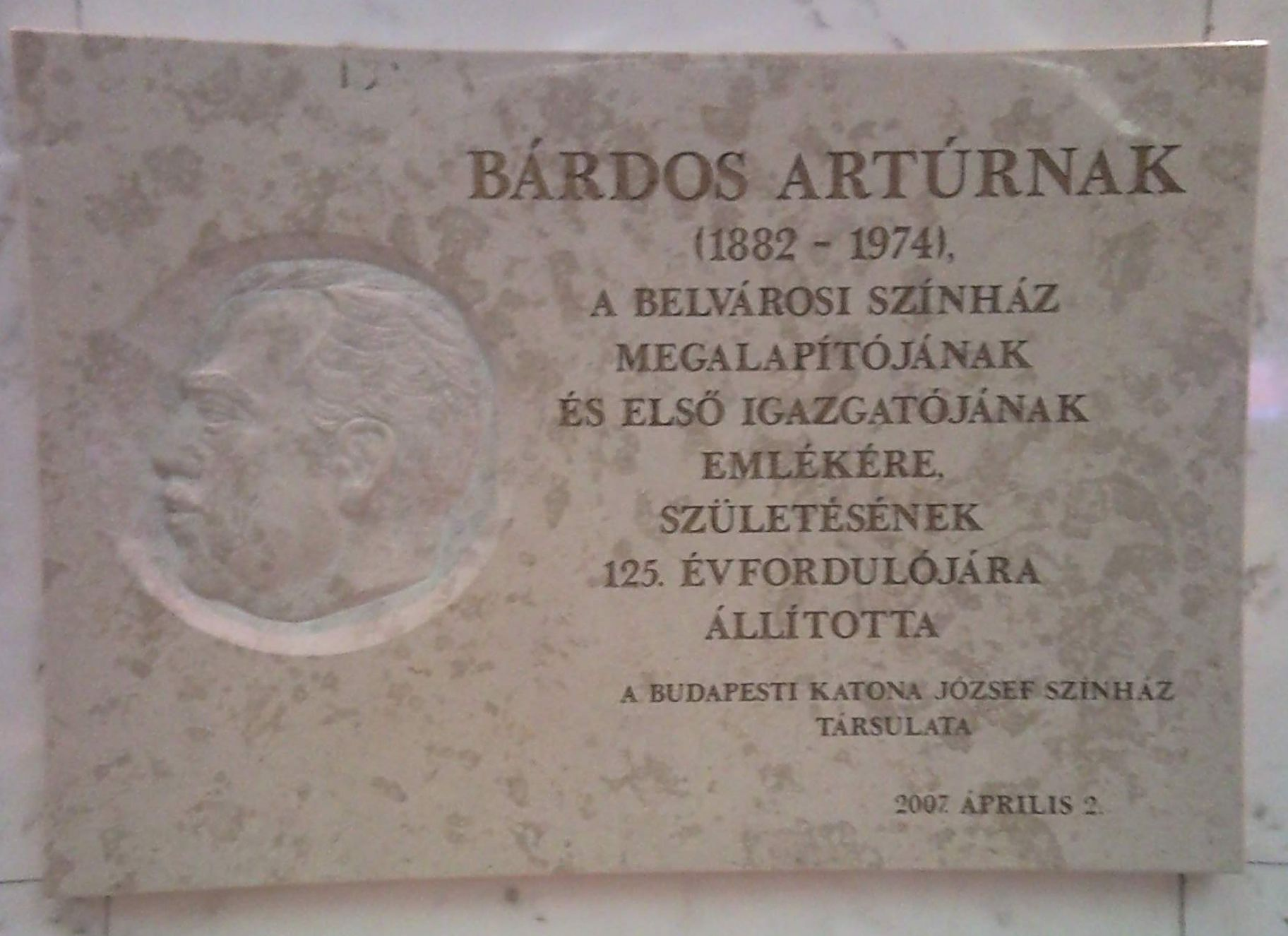
Az alapító emléktáblája a „Katona” előcsarnokában

A Modern Színpad, Bárdos Artúr és társulata 1916. november 18-án költözött a Koronaherceg utcába.  Kockázatos volt ezen a környéken színházat nyitni, ezért az első bemutatók plakátján még hivatkoztak az egykori Andrássy úti kabaréra. A siker a vártnál nagyobb lett, táblás házak előtt mentek az előadások. Problémát – a nagy konkurencia mellett – a nívós kabarészámok biztosítása jelentett. Ez, valamint érdeklődése egyre inkább színház felé terelte Bárdos figyelmét.

### Belvárosi Színház (1917–1951)
1917-ben engedélyt kapott egész estés darabok bemutatására, és felvette a Belvárosi Színház nevet. 1926-ban Beöthy László váltotta az igazgatói székben. 1929 és 1932 között Heltai Jenő, Bródy Pál és Lengyel Menyhért is volt direktor.  1932-től 1939-ig ismét Bárdos igazgatja. Őt rövid időre Herman Richárd, majd Patkós György követte. Patkós azonban a színházat – a gazdasági válság miatt – mozi céljaira adta bérbe, ezért a Színészkamara fegyelmi bizottsága kizárta a tagok sorából.  1945. május 9-én nyitott újra a színház, harmadszor is Bárdos vezetésével. 1948-ban Simon Zsuzsa lett az igazgató. 1949-ben azonban államosították a teátrumot, az igazgatói teendők ellátásával Szendrő Ferencet bízták meg.
A Belvárosi Színháznak mindenkor rangos társulata volt. Játszott itt – többek között – Bánky Vilma, Titkos Ilona, Nádor Jenő, Honthy Hanna, Harmos Ilona, Simonyi Mária, Makay Margit, Ilosvay Rózsi, Gombaszögi Ella, Péchy Blanka, Turay Ida, Berky Lili, Szilágyi Marcsa, Komlóssy Ilona, Gaál Béla, Gaál Franciska, Tőkés Anna, Dajka Margit, Bulla Elma, Simon Zsuzsa, Sulyok Mária, Mezey Mária; Szöllősy Irén, Delly Ferenc, Pártos Gusztáv, Kabos Gyula, Rátkai Márton, Lehotay Árpád, Apáthi Imre, Ascher Oszkár, Baló Elemér, Básti Lajos,  Somlay Artúr, Törzs Jenő, Góth Sándor, Jávor Pál, Beregi Oszkár, Uray Tivadar, Petheő Attila, Delly Ferenc, Gellért Lajos, Gózon Gyula, Sugár Lajos, Egri István, Bálint György, Bánhidi László, Bilicsi Tivadar, Feleki Kamill, Görbe János, Sarlai Imre, Rozsos István, Pálos György, Horváth Tivadar, Pándy Lajos, Barta Mária, Kéri Edit, Rákosi Mária, Somogyvári Rudolf, Szilassy László, Joó László , Kovács Mária, Máriáss József, Kozák László, Sinkovits Imre, Gera Zoltán, Károlyi Béla...

#### Néhány rangos bemutató (válogatás)
- 1920. január 9.: Karl Sloboda: Három csésze tea[forrás?]
- 1929. szeptember 10.: Karinthy Frigyes–Lengyel Menyhért Földnélküli János[1]
- 1931. február 13. : Szép Ernő Aranyóra[1]
- 1931. október 24.:  Indig Ottó A torockói menyasszony[1]
- 1936: Shaw Szent Johanna. Főszereplők: Bulla Elma és Páger Antal[1]
- 1946. november 8.:  Shakespeare Rómeó és Júlia. A női főszereplő Fényes Alice, Rómeót a pályakezdő Kállai Ferenc alakította.[1]